# Pedro Portocarrero y Guzmán
Pedro Portocarrero y Guzmán (Montijo, 27 febbraio 1640 – Avignone, 21 gennaio 1708) è stato un patriarca cattolico spagnolo.

## Biografia
Era figlio di Cristóbal Portocarrero y Enríquez de Luna, marchese di Valderrábano, e di Inés de Guzmán y Fernández de Córdoba, marchesa de la Algaba. Suo zio era il cardinale Portocarrero, arcivescovo di Toledo.
Entrò nello stato ecclesiastico: studiò diritto canonico all'università di Salamanca, divenne canonico del capitolo metropolitano di Toledo e arcidiacono di Madrid.
Nel 1691 Carlo II lo scelse come cappellano maggiore, elemosiniere maggiore e lo designò patriarca delle Indie occidentali; papa Innocenzo XII lo nominò legato a latere e arcivescovo di Tiro in partibus.
La sua famiglia sostenne la candidatura di Giuseppe Ferdinando di Baviera come successore di Carlo II al trono di Spagna, ma poi si schierò con Filippo d'Angiò.
Fu autore di Teatro Monárquico de España, pubblicato nel 1700, un trattato politico sulle qualità del principe cristiano.
I rapporti tra Filippo V e la famiglia Portocarrero si degradarono a causa delle trattative per il matrimonio del re con Maria Luisa di Savoia; nel 1706 il patriarca, caduto in disgrazia, si trasferì ad Avignone, dove morì nel 1708.

## Genealogia episcopale e successione apostolica
La genealogia episcopale è:
- Cardinale Guillaume d'Estouteville, O.S.B.
- Papa Sisto IV
- Papa Giulio II
- Cardinale Raffaele Sansone Riario
- Papa Leone X
- Papa Paolo III
- Cardinale Francesco Pisani
- Cardinale Alfonso Gesualdo di Conza
- Papa Clemente VIII
- Cardinale Pietro Aldobrandini
- Cardinale Laudivio Zacchia
- Cardinale Antonio Barberini, O.F.M.Cap.
- Cardinale Marcantonio Franciotti
- Cardinale Giambattista Spada
- Cardinale Carlo Pio di Savoia
- Arcivescovo Jaime de Palafox y Cardona
- Cardinale Luis Manuel Fernández Portocarrero y Guzmán
- Patriarca Pedro Portocarrero y Guzmán

La successione apostolica è:
- Vescovo Gregorio Solórzano Castillo (1700)
- Vescovo Silvestre García Escalona (1702)
- Cardinale Manuel Arias y Porres, O.S.Io.Hieros. (1702)
- Arcivescovo José Sicardo Martinez, O.E.S.A. (1702)
- Arcivescovo Francisco de Cosío y Otero (1704)
- Vescovo Jerónimo Nosti de Valdés, O.S.Bas. (1704)
- Vescovo Juan Bonilla Vargas, O.SS.T. (1705)
- Vescovo Miguel Pérez Lara (1705)